# 王商 (樂昌侯)
王商（？—前25年），字子威，西漢涿郡蠡吾縣人，其為漢宣帝生母王翁須兄弟王武之子，王商容貌壯偉，為人寬宏莊重，在承嗣樂昌侯的爵位後，將父親所有的財產讓予同父異母的諸弟。漢元帝年間，擔任右將軍、光祿大夫等職，漢成帝繼位後，改任左將軍，並於建始四年升任丞相，任相期間與當時漢成帝的舅父大將軍王鳳不和，後來因家門內的私事，被太中大夫張匡彈劾免去丞相之位，三日後吐血去世，諡號「戾」。

## 生平

### 肅敬敦厚
王商的父親名為王武，王武的哥哥叫做王無故，兄弟兩人都因為是汉宣帝的舅父而封侯，王無故被封為平昌侯，王武被封為樂昌侯。
王商少年時任太子中庶子，以嚴肅莊敬、敦謙忠厚為朝臣所稱道，父親去世後，王商繼承侯位，推讓財產，將家財分給同父異母的弟弟們，自己什麼也不要，替父親守孝時哀傷悲痛，大臣因此舉薦王商，指出其品行可以勉勵群臣，他的義行足以使風俗醇厚，適宜擔任皇帝身邊的親近大臣，漢宣帝於是提拔王商為諸曹、給事中、中郎将，汉元帝年間，官至右将军、光祿大夫，當時定陶共王劉康深得漢元帝的寵愛，幾乎要取代太子劉驁的儲位，王商以外戚重臣的身分輔助皇帝處理政事，擁戴並護佑著太子，頗有功勞。

### 持重止謠
漢元帝駕崩後，太子登基是為汉成帝，漢成帝相當敬重王商，調任其為左將軍，當時漢成帝的舅父大司马大將軍王凤專權，行事驕橫，經常超越自己的權限做事，王商在議論中認為王鳳做事不公正，王鳳得知王商的議論，也疏遠了王商。
建始三年的秋天，京城裡的民眾無故驚恐，說大水就要到了，百姓奔走，互相踐踏，老年人及身體衰弱者大聲哭喊，长安城內大亂，漢成帝親臨前殿，召見三公九卿，商議解決辦法，大將軍王鳳認為太后跟皇帝，以及後宮妃嬪可以乘船，讓官吏和民眾上長安城牆以躲避大水，群臣都聽從王鳳的建議，獨有王商說：「自古以來，無道的朝代，也沒有大水淹沒城郭的事，現今政治平和，世上也沒有戰爭，上下安定，有什麼原因使大水一日之間便到了呢？這必然是謠言，不宜命令官民上城，這僅是更加驚擾百姓。」漢成帝於是聽從王商，制止了躲避洪水的做法。不久之後，長安城中稍微安定，查問以後，果然是謠言，漢成帝因此相當欣賞王商的莊重堅守不動，多次稱讚他的議論，王鳳非常慚愧，後悔自己說錯了話。
第二年，王商接替匡衡為丞相，增加食邑一千戶，漢成帝十分尊重和信任他，王商為人注重質樸，威嚴端莊，身高八尺多，身材魁偉，容貌遠超一般人，河平四年，匈奴单于來朝，由官員引導去未央宫白虎殿，丞相王商坐在未央宮廳堂中，單于上前，王商起身，離開座席與單于交談，單于仰頭看見王商的相貌，十分畏怯，慢慢後退才告別，漢成帝聽到這種情況後感嘆地說：「這才是真正的漢朝丞相啊！」。

### 遭劾罷相
起初，大將軍王鳳的姻親楊彤為琅邪郡太守，他的郡內發生災害占到郡面積十分之四以上，王商安排屬官前去查究，王鳳告訴王商說：「災害異變是上天的行事，不是人力所為的，楊彤一向善於做官，宜於以後再說，暫且不要追究。」王商不聽從，終究向漢成帝上奏請求免去楊彤的太守職務，結果奏章被擱置起來沒有下文，王鳳由於這件事更加怨恨王商，秘密尋找王商的過失，指使他人向漢成帝上奏章，說王商家中的隱私，漢成帝認為隱私之類的過失，不值得傷害大臣，王鳳堅持爭辯，漢成帝於是將此事交付司隶校尉去辦理。
在此事之前，皇太后曾下詔詢問王商女兒的情況，想將他的女兒納為漢成帝的妃嬪，當時女兒有病，王商的意下也感到為難，便以女兒有病回覆，女兒便未入宮，到了王商因為閨門內的事受訊問，自知被王鳳所中傷，驚惶害怕，改變想法想進獻女兒以為援助，便通過新進得到漢成帝寵幸的李婕妤家告白此事，使之引薦其女。
恰好這時發生日蝕，太中大夫蜀郡人張匡，這人奸佞巧詐，向漢成帝上書願意對近臣們陳述日蝕災禍，漢成帝交付朝中的左將軍史丹等詢問張匡，張匡回答說：
我私下見丞相王商作威作福，用外朝控制內朝，將自己的想法強加於皇上，本性殘賊沒有仁愛之心，派遣輕裝快捷的官吏暗中搜求他人的罪過，想以此來樹立個人權威，全天下的人都感到痛苦，前次，頻陽縣人耿定上書朝廷，說王商與父親的侍婢通姦，以及他的妹妹與家人淫亂，家中奴僕殺死了與他妹妹私通的姦夫，懷疑是王商唆使的，皇帝將耿定的奏書交付有關機關處理，王商心中因此怨恨，王商的兒子王俊想上書告發王商，王俊之妻是左將軍史丹的女兒，她帶著王俊所寫的揭發書信給史丹觀看，史丹厭惡他們父子的違逆行為，為女兒請求脫離王家。王商不竭盡忠誠接納善言以輔佐皇帝，知道聖明的皇帝崇尚孝道，遠離後宮，不親自處理妃嬪的事情，都聽從太后，太后過去聽說王商有女兒，想以他來充任後宮妃嬪，王商卻說女兒有久治不癒的疾病，後來出現耿定上書的事，又用詐偽的方法通過李貴人家來進獻女兒，採取邪門歪道來擾亂國政，虛構事實以欺騙皇上，違背了大臣應有的節操，所以上天感應而有日蝕。
《周書》說：『用邪門外道事奉君主者，殺。』《易经》說：『太陽生在中天，出現昏暗的現象，感應在國家政事上則是折其右肱大臣。』過去，丞相周勃兩次立下大功，到孝文皇帝時因極微小的怨忿，而發生日蝕，於是孝文皇帝免了周勃的丞相之位，讓他回到自己的封地，終於使國家沒有了使人戒懼的憂患，現在，王商沒有一尺一吋的功勞，而享有三世之榮寵，自己地位居於三公之列，宗族裡當列侯、二千石官吏、侍中、諸曹的，在宮禁內做事，又與諸侯王聯姻，權勢恩寵極為貴盛，如果真有家內亂倫殺死人命怨恨皇帝的苗頭，應該追根究底考察訊問。
臣聽說過去秦国丞相吕不韦見秦莊襄王沒有兒子，心中想據有秦國，便尋找一位漂亮的女子赵姬為妻，暗中知道她有了身孕便獻給秦莊襄王，誕下始皇帝，還有楚国丞相春申君也見楚考烈王沒有兒子，心中貪圖楚國，便奉獻自己懷孕的妻子李環生下楚幽王。自從汉朝興起以來，幾乎遭到呂氏、霍氏的禍患，現在王商有不仁慈的本性，竟因怨恨皇帝而進獻女兒，他的奸詐陰謀深不可測，從前孝景皇帝時代七國反叛，將軍周亚夫認為他們如果得到洛陽剧孟的合作，函谷关以東的地區便不是漢朝所有了，現在王商家族的權勢，資產聚合起來達到萬萬，私養家奴已千來計數，不只是像劇孟那樣一個平常人了，並且他喪失道義達到極點，連親戚也背叛他，閨門之內混亂，父子相互揭發，而想讓他來宣揚聖明的教化，調度國內萬民和諧融洽，那不是很荒謬嗎？

王商任職主事五年，官吏職事衰頹，而他的巨大罪惡顯著流傳在百姓之中，極為虧損皇上的盛德，有鼎折斷足的凶兆。臣愚昧地認為，聖明的皇上年齡正在少壯之時，即位以來，沒有懲處奸邪的威嚴，加以繼承地位的太子沒有確立，重大的災異一起出現，尤其應該懲罰聲討不忠的臣子，以遏止尚未來得及發動的禍害，對一個人執行懲罰，那麼全國都會震動，各種奸邪的行徑便都賭塞住了。
於是，左將軍史丹向漢成帝上奏說：「王商位居三公，爵封列侯。親身受到皇帝詔書冊封為天下人的師表，不能遵守法律制度來輔助皇帝治理國家，卻邪曲不正，以諂媚的方式討好他人，以便進納他的私親，採用邪門外道來擾亂國家政事，作為大臣他不忠誠，欺矇皇帝犯下不道之罪，按《甫刑》的法來說，都是最重的刑罰，罪名是清楚的，臣請示皇上令谒者召王商去若盧獄」。
漢成帝平素器重王商，深知張匡所說的話過於陰險，下令說：「不要治罪」，而王鳳固執地爭辯此事，漢成帝於是下詔書給御史大夫說：「本來，丞相是以自己的德行來輔助國家，主管群臣，使萬國和諧，從職務和職責來說沒有比這更重要的了，如今樂昌侯王商擔任丞相，出入朝廷已經五年，沒有聽到他進獻過什麼忠誠的言語，好的謀略，反而有不忠誠持邪道的罪過，陷於死刑大罪，先前王商妹妹內行不修，他家中的奴僕殺人，懷疑是王商指使，因為王商是朝廷重臣，所以壓下來不去徹底追究，現在有人說王商不因此而自我懺悔，反而怨恨，朕很傷心，考慮到王商與先帝有外親關係，不忍心送交法官處理，可赦免王商的罪行，令使者收繳王商的丞相印綬。」王商免相後三天，得病吐血而死，谥号為「戾」。

### 身後之事
王商逝世後，他的子弟親屬當駙馬都尉、侍中、中常侍、諸曹大夫郎吏的，都調出禁中補充外官缺員，不讓他們留在宮中擔任警衛執勤的工作，負責官員上奏說王商的罪過處理還沒有結束，請求取消其侯爵的封邑，有詔下來，令王商長子王安繼承樂昌侯的爵位，王安後來官升到長樂衛尉、光祿勳。
而王商死後，接連幾年都發生日蝕、地震，正直的大臣京兆尹王章上密封的奏章而被漢成帝召見時，為王商辯冤說他忠誠正直沒有罪，是王鳳獨攬大權蒙蔽主上，王鳳知道後竟然利用法律處死王章，到了元始年間，王莽為安漢公，傾權朝野，誅殺那些不依附自己的人，樂昌侯王安被加以罪名，自殺而死，封國被廢除。

## 評價
- 班固：王商有剛毅節，廢黜以憂死，非其罪也[1]。
- 曹操：王鳳擅權，谷永比之申伯，王商忠議，張匡謂之左道，此皆以白為黑，欺天罔君者也[3]。

## 延伸閱讀
[在维基数据编辑]
 《漢書·卷082》，出自班固《漢書》

| 前任： 匡衡 | 西汉丞相 前30年3月－前25年4月 | 繼任： 张禹 |